# Freemake Video Converter
Freemake Video Converter es un convertidor de vídeos gratuito desarrollado por Ellora Assets Corporation. El programa es usado para convertir vídeos de un formato a otro, grabar y ripear DVD, Blu Ray, crear presentaciones con imágenes y virtualización de música, convertir vídeos en línea y subir vídeos a YouTube.

## Características
Freemake Video Converter puede importar la mayoría de formatos de vídeo, audio e imágenes y convertirlos a AVI, MP4, WMV, Matroska, SWF, 3GP, DVD, Blu-ray, MP3, etc. El programa además prepara vídeos en diferentes dispositivos multimedia como por ejemplo iPod, iPhone, iPad, Xbox, PlayStation, BlackBerry, dispositivos móviles Android, entre otros. El programa es capaz de realizar grabación de DVD, enviando imágenes, audio y vídeo dentro del DVD.
Además permite editar vídeos de forma básica, como por ejemplo cortar, rotar, mover de una sola vez y combinar múltiples vídeos en único archivo. Se puede crear diapositivas de imágenes con música de fondo, además de que los usuarios tienen permitido subir aquellas creaciones a YouTube.
La interfaz de usuario está basada en la tecnología de Windows Presentation Foundation. Freemake Video Converter soporta la tecnología CUDA de nVidia para la codificación de vídeo H.264 (desde la versión 1.2.0).

## Actualizaciones importantes
La actualización 2.0 integra dos nuevas funciones: ripeo de vídeos en línea de sitios populares y creación y grabado en discos Blu-Ray. La versión 2.1 puso en práctica las sugerencias de los usuarios: soporte para insertar subtítulos, conversión de imágenes .ISO, conversión DVD a DVD/Blu-Ray, entre otros.
Con la versión 2.3 (anteriormente la beta de 2.2) se agregó soporte para DXVA para acelerar la conversión (hasta un 50% para contenido HD)

## Polémica de licencia
FFmpeg ha añadido a  Freemake Video Converter al Muro de la Vergüenza. En diciembre de 2010 se abrió una demanda debido a una violación de GPL (General Public Licence, o Licencia Pública General) en los componentes de FFmepg a lo que la distribuidora no ha respondido aún.